# Littleton (Maine)
Littleton – miasto w Stanach Zjednoczonych, w stanie Maine, w hrabstwie Aroostook.